# Višnje, Ajdovščina
Višnje so naselje v Občini Ajdovščina.